# Michael Dee
Torsten Michael Hjelmslund Diemar, artistnamn Michael Dee (ursprungligen Mike Dee), född 22 september 1957 i Kirsebergs församling i dåvarande Malmöhus län, är en svensk musiker och journalist.
Michael Dee är son till överläkaren Mogens Diemar och korrespondenten Birgit Hjelmslund Diemar, vilka inflyttade från Danmark och senare bodde i Eksjö och Arboga.
Diemar studerade på gymnasiet i Eksjö och reste därefter till London, där han 1980 spelade in singeln Breaking the Ice/Passion and a Twist på skivbolaget WEA Records. Han var även medlem i det brittiska bandet Music for Boys, som 1982 gav ut en singel på samma skivbolag. Åter i Sverige var han 1982 sångare i bandet Demokratisk Dans. Han medverkade även i Kjell Alinges radioprogram Eldorado och på samlingsalbumet Eldorado. Stjärnornas musik (1982). År 1983 utgav han i eget namn albumet Snälltåg till himlen (Jazz Robot RTL 100), för vilket John McGeoch var producent. På detta album fanns bland annat Dees coverversion på Karl Gerhards Hurra hurra vad det är roligt i Moskva, vilken blev en mindre hit och även utgavs som singel. Hans musikerkarriär avslutades med albumet Portraits (1986, Ediesta Records CALCLP 5) och han har därefter varit verksam i London som journalist för svenska tidningar, främst Göteborgs-Posten.